# Algoritmo SSS
El algoritmo SSS* (SSS estrella) se clasifica dentro de los algoritmos de búsqueda basada en grafos, de manera similar a como lo hacen los algoritmo A* o minimax. Se diferencia del algoritmo alfa-beta en que utiliza una lista como estructura.
Se genera un árbol en los que los nodos son de tipo MIN o MAX. Cada nodo del árbol es una tupla (N, s, h):
- N: Nombre
- s: Estado (vivo o solucionado)
- h: Valor de la solución ( inicialmente menos infinito si se quiere maximizar la función)

## Ejemplo
Sea el grafo
| Lista | Descripción operación a realizar                                                                                        |
| --- | --- |
| ({\displaystyle \epsilon ,v,\infty })                                                                                                 | {\displaystyle \epsilon } es Max, luego insertar hijos                                                                  |
| ({\displaystyle 1,v,\infty }), ({\displaystyle 2,v,\infty })                                                                          | {\displaystyle 1} es Min, luego insertar primer hijo                                                                    |
| ({\displaystyle 1.1,v,\infty }), ({\displaystyle 2,v,\infty })                                                                        | {\displaystyle 1.1} es Max, luego insertar hijos                                                                        |
| ({\displaystyle 1.1.1,v,\infty }), ({\displaystyle 1.1.2,v,\infty }), ({\displaystyle 2,v,\infty })                                   | {\displaystyle 1.1.1} es terminal, luego, cambiar estado                                                                |
| ({\displaystyle 1.1.2,v,\infty }), ({\displaystyle 2,v,\infty }), ({\displaystyle 1.1.1,s,min(\infty ,3)})                            | {\displaystyle 1.1.2} es terminal, luego, cambiar estado                                                                |
| ({\displaystyle 2,v,\infty }), ({\displaystyle 1.1.2,s,min(\infty ,9)}), ({\displaystyle 1.1.1,s,3})                                  | {\displaystyle 2} es Min, luego, insertar primer hijo                                                                   |
| ({\displaystyle 2.1,v,\infty }), ({\displaystyle 1.1.2,s,9}), ({\displaystyle 1.1.1,s,3})                                             | {\displaystyle 2.1} es Max, luego, insertar hijos                                                                       |
| ({\displaystyle 2.1.1,v,\infty }), ({\displaystyle 2.1.2,v,\infty }), ({\displaystyle 1.1.2,s,9}), ({\displaystyle 1.1.1,s,3})        | {\displaystyle 2.1.1} es terminal, luego, cambiar estado                                                                |
| ({\displaystyle 2.1.2,v,\infty }), ({\displaystyle 1.1.2,s,9}), ({\displaystyle 1.1.1,s,3}), ({\displaystyle 2.1.1,s,min(\infty ,2)}) | {\displaystyle 2.1.2} es terminal, luego, cambiar estado                                                                |
| ({\displaystyle 1.1.2,s,9}), ({\displaystyle 2.1.2,s,min(\infty ,8)}) ,({\displaystyle 1.1.1,s,3}), ({\displaystyle 2.1.1,s,2})       | {\displaystyle 1.1.2} es min, terminal y estado={\displaystyle s}, luego, insertar padre y eliminar sucesores del padre |
| ({\displaystyle 1.1,s,9}), ({\displaystyle 2.1.2,s,8}) , ({\displaystyle 2.1.1,s,2})                                                  | {\displaystyle 1.1} es max y estado={\displaystyle s}, luego, insertar hermano con estado={\displaystyle v}             |
| ({\displaystyle 1.2,v,9}), ({\displaystyle 2.1.2,s,8}) , ({\displaystyle 2.1.1,s,2})                                                  | {\displaystyle 1.2} es Max, luego, insertar hijos                                                                       |
| ({\displaystyle 1.2.1,v,9}), ({\displaystyle 1.2.2,v,9}), ({\displaystyle 2.1.2,s,8}) , ({\displaystyle 2.1.1,s,2})                   | {\displaystyle 1.2.1} es terminal, luego, cambiar estado                                                                |
| ({\displaystyle 1.2.2,v,9}), ({\displaystyle 2.1.2,s,8}) , ({\displaystyle 1.2.1,s,min(9,7)}), ({\displaystyle 2.1.1,s,2})            | {\displaystyle 1.2.2} es terminal, luego, cambiar estado                                                                |
| ({\displaystyle 2.1.2,s,8}) , ({\displaystyle 1.2.1,s,7}), ({\displaystyle 1.2.2,s,min(9,5)}) , ({\displaystyle 2.1.1,s,2})           | {\displaystyle 2.1.2} es min, terminal y estado={\displaystyle s}, luego, insertar padre y eliminar sucesores del padre |
| ({\displaystyle 2.1,s,8}) , ({\displaystyle 1.2.1,s,7}), ({\displaystyle 1.2.2,s,5})                                                  | {\displaystyle 2.1} es max y estado={\displaystyle s}, luego, insertar hermano con estado={\displaystyle v}             |
| ({\displaystyle 2.2,v,8}) , ({\displaystyle 1.2.1,s,7}), ({\displaystyle 1.2.2,s,5})                                                  | {\displaystyle 2.2} es max, luego, insertar hijos                                                                       |
| ({\displaystyle 2.2.1,v,8}), ({\displaystyle 2.2.2,v,8}) , ({\displaystyle 1.2.1,s,7}), ({\displaystyle 1.2.2,s,5})                   | {\displaystyle 2.2.1} es terminal, luego, cambiar estado y quedarse con el mínimo valor                                 |
| ({\displaystyle 2.2.2,v,8}) , ({\displaystyle 1.2.1,s,7}), ({\displaystyle 1.2.2,s,5}), ({\displaystyle 2.2.1,s,min(8,1)})            | {\displaystyle 2.2.2} es terminal, luego, cambiar estado y quedarse con el mínimo valor                                 |
| ({\displaystyle 2.2.2,s,min(8,9)}) , ({\displaystyle 1.2.1,s,7}), ({\displaystyle 1.2.2,s,5}), ({\displaystyle 2.2.1,s,1})            | {\displaystyle 2.2.2} es min, terminal y estado={\displaystyle s}, luego, insertar padre y eliminar sucesores del padre |
| ({\displaystyle 2.2,s,8}) , ({\displaystyle 1.2.1,s,7}), ({\displaystyle 1.2.2,s,5})                                                  | es Max y no hay más hermanos, luego, insertar padre                                                                     |
| ({\displaystyle 2,s,8}) , ({\displaystyle 1.2.1,s,7}), ({\displaystyle 1.2.2,s,5})                                                    | es Min y estado={\displaystyle s}, luego, insertar padre y eliminar sucesores del padre                                 |
| ({\displaystyle \epsilon ,s,8}) | STOP |